# Otto de Kat (kunstschilder)

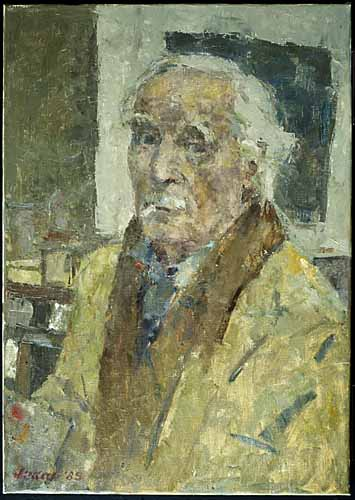
Otto B. de Kat, Zelfportret, 1985. Olieverf op doek, 70 x 50 cm. Coll. Frans Halsmuseum, Haarlem

Otto Boudewijn de Kat (Dordrecht, 7 juni 1907 – Laren (Noord-Holland), 30 april 1995) was een Nederlands kunstschilder, aquarellist, kunstrecensent en hoogleraar. Het werkterrein van De Kat was Nederland, België, Frankrijk, Duitsland en Italië.Sinds 1960 heeft de Kat zijn karakteristieke stijl ontwikkeld. Zijn bloeitijd was ongeveer rond 1962 tot 1975. Hoogtepunten zijn Stadsgezicht te Luik (1963) en De gele stoel (1972).  

## Levensloop
Otto B. de Kat studeerde tussen 1920 en 1926 aan de School voor Bouwkunde, Versierende Kunsten en Kunstambachten in Haarlem en volgde aansluitend de avondopleiding aan de Rijksakademie van beeldende kunsten in Amsterdam. In 1930 trouwde hij met dichteres Maria Jannetta (‘Hans’) van Zijl. De Kat werd lid van kunstenaarsvereniging De Onafhankelijken waarmee hij zijn eerste exposities had. In de Haarlemse kunstenaarsscene voelde De Kat zich op zijn plek. Hij was medeoprichter van de Kennemer Kunstenaarskring (1932) en de Hollandse Aquarellistenkring, die hij in 1946 samen met Kees Verwey in het leven riep. De lessen die hij kreeg van de Haarlemse schilder en grondlegger van de Haarlemse School, Henri Boot, waren zeer inspirerend. Met zijn echtgenote maakte hij lange reizen naar Italië, waar hij in de jaren dertig in Rome exposeerde met M.C. Escher, en naar Frankrijk, waar hij veel schilderde en onder de indruk raakte van onder anderen Pierre Bonnard, Édouard Vuillard, Albert Marquet en het fauvisme van Henri Matisse.
De Kat was naast schilder ook publicist en schreef in de periode van 1948 tot 1955 kunstrecensies voor Het Vrije Volk en het Haarlems Dagblad. In 1955 werd hij aangesteld als hoogleraar schilderen aan de Amsterdamse Rijksakademie, waar hij tot 1972 tientallen kunstenaars onderwees. In deze periode verslechterde zijn relatie met Hans van Zijl en ze besloten uit elkaar te gaan, kort voordat in 1963 Hans van Zijl onverwachts overleed. De Kat ontmoette de Deense textielkunstenares Dora Dahl-Madsen, met wie hij in 1964 trouwde. Ook met Dora ging hij veel op reis en in 1964 besloten ze een huis te kopen in Frankrijk. Het landschap van Auvergne en later van Touraine en dat van Noord-Holland, was en bleef voor De Kat een belangrijke inspiratiebron. Vanaf 1990 ging zijn gezondheid achteruit en op 30 april 1995 overleed hij op 88-jarige leeftijd in Laren.

## Werk
Otto B. de Kat maakte tekeningen, aquarellen, grafiek en olieverfschilderijen. In zijn jonge jaren was hij ook boekbandontwerper met onder andere twee omslagen voor het tijdschrift Wendingen in 1927 en 1931. Het werkterrein van De Kat was Nederland, België, Frankrijk, Duitsland en Italië.
Het werk van De Kat kenmerkt zich door een ingetogen, intieme sfeer. Hoewel hij abstraherend werkte, heeft hij de zichtbare werkelijkheid nooit helemaal verlaten. Landschappen en stillevens waren zijn favoriete genre en hiervoor putte hij meestal uit zijn directe omgeving. Zowel in zijn eigen werk als in zijn hoogleraarschap legde hij de nadruk op ambachtelijkheid, respect voor traditie en een balans tussen ratio en emotie. Als aquarellist was hij bij uitstek bedreven in het gebruik van kleur en vorm om tot een evenwichtige compositie te komen. 
De Kat was goed op de hoogte van de internationale modern-klassieke kunst en van die van de naoorlogse École de Paris. In zijn werk zien we invloeden van onder andere Pierre Bonnard, Édouard Vuillard, Albert Marquet en Nicolas de Staël.

## Publicatie
- Hoekstra, Feico (2024). Bezonken Bezieling: Otto B. de Kat en tijdgenoten, Published in conjunction with an exhibition at Museum JAN, Amstelveen. Waanders Uitgevers, Zwolle.
- Goedings, Truusje (2008). Otto B. de Kat: het late werk: schilderijen en aquarellen 1978-1994. Thoth Publishers, Bussum.
- Westerink, Gerard (2002). Otto B. de Kat 1907-1995: leven en werk. Thoth Publishers, Bussum.
- Redeker, Hans (1984). Otto B. de Kat. Van Spijk, Venlo.
- Jaffé, H.L.C. (1972). Otto B. de Kat. Rijksakademie van Beeldende Kunsten, Amsterdam.
- Frans Hals Museum (1978). Otto B. de Kat. Frans Hals Museum, Haarlem.

## Musea met werken van Otto B. de Kat
- De Wieger, Deurne
- Frans Hals Museum, Haarlem
- Rijksprentenkabinet, Amsterdam
- Museum Henriette Polak, Zutphen
- Museum Maassluis, Maassluis
- Singer Laren, Laren
- Stadsgalerij Heerlen, Heerlen
- Stedelijk Museum, Amsterdam
- Teylers Museum, Haarlem
- Drents Museum (collectie Museum de Buitenplaats), Drenthe

## Tentoonstellingen (selectie)
- 9 april – 4 juni 1978, Frans Hals Museum Haarlem
- 1 - 30 september 1984, museum Singer Laren
- 13 oktober – 26 november 1989, Museum Henriette Polak Zutphen
- 26 september – 15 november 1992, Frans Hals Museum Haarlem
- 13 juli – 8 september 2002, Frans Hals Museum Haarlem
- 15 maart – 24 mei 2008, Museum De Fundatie Zwolle
- 2019, Retrospectief Otto B. de Kat, Museum Maassluis
- 4 oktober 2024 - 6 april 2025, Otto B. de Kat en tijdgenoten - Jeanne Bieruma Oosting, Wim Oepts, Kees Verwey e.a., Museum JAN